# SEAT Arona
SEAT Arona — компактний передньоприводний кросовер виробництва іспанської компанії SEAT. Це другий автомобіль від виробника в сегменті ринку SUV. З кінця 2017 року Arona виробляється на заводі SEAT в Марторелі.

## Опис

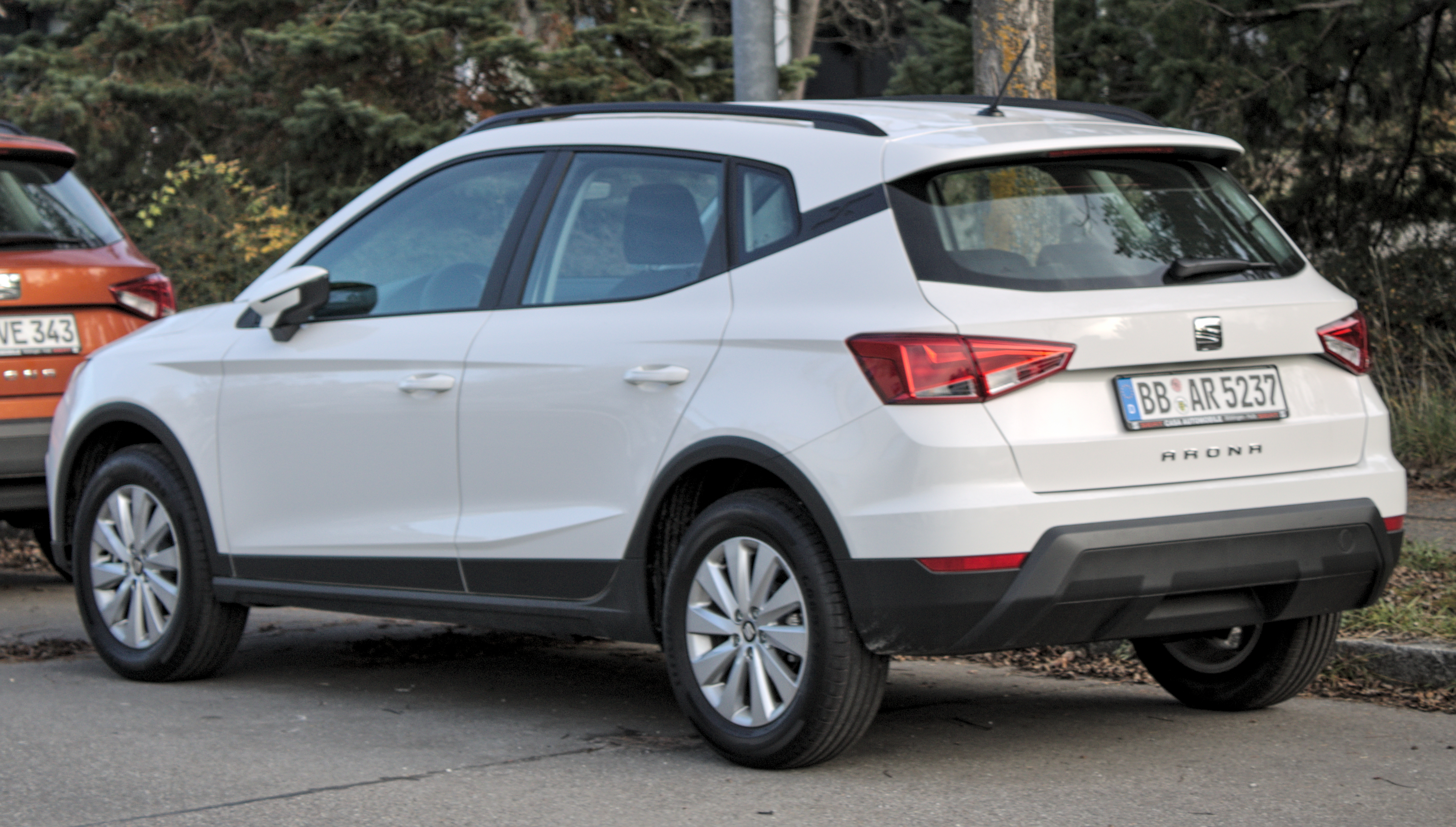
SEAT Arona (2017–2021)

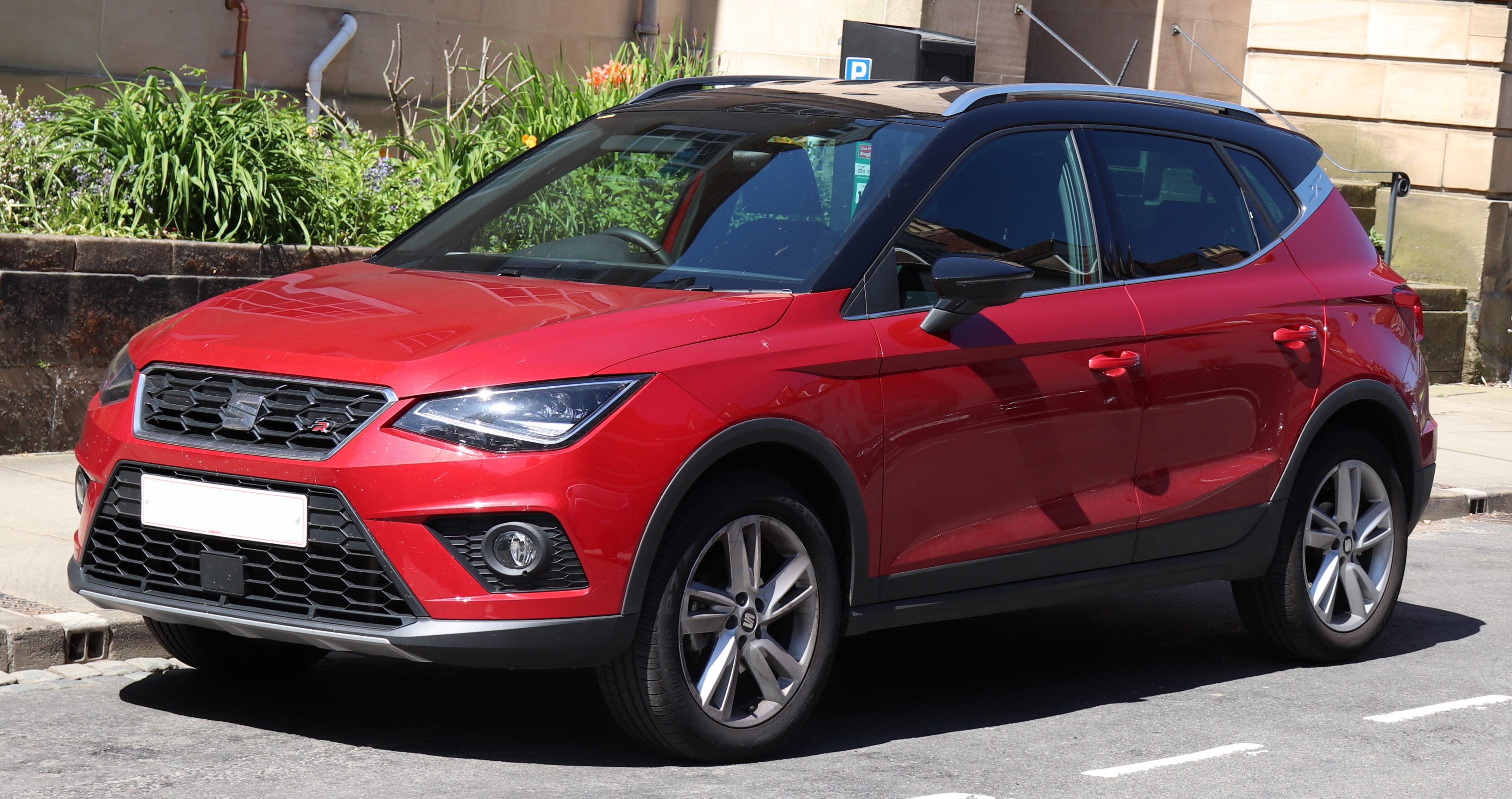
SEAT Arona FR TGI

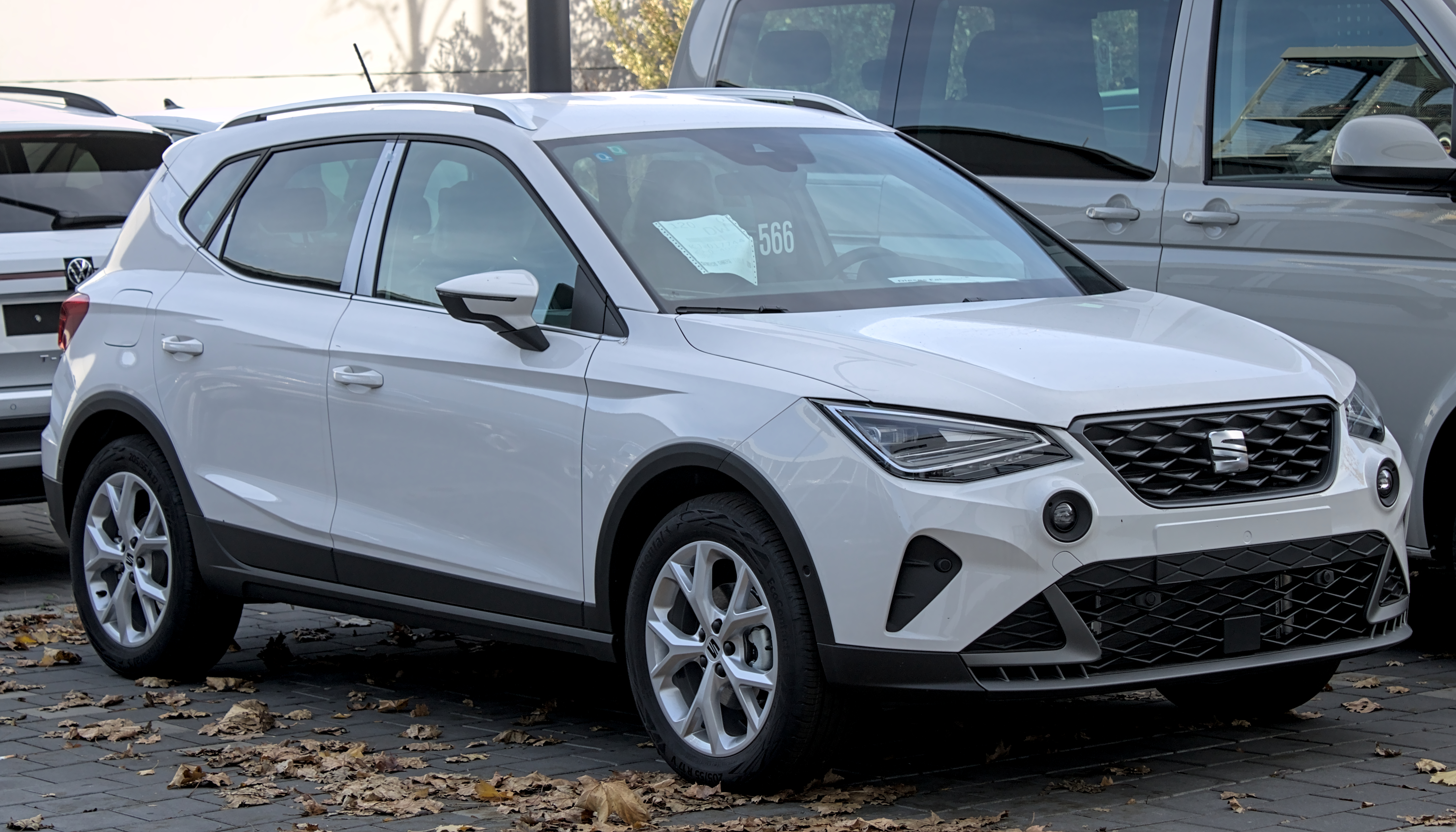
SEAT Arona (з 2021)

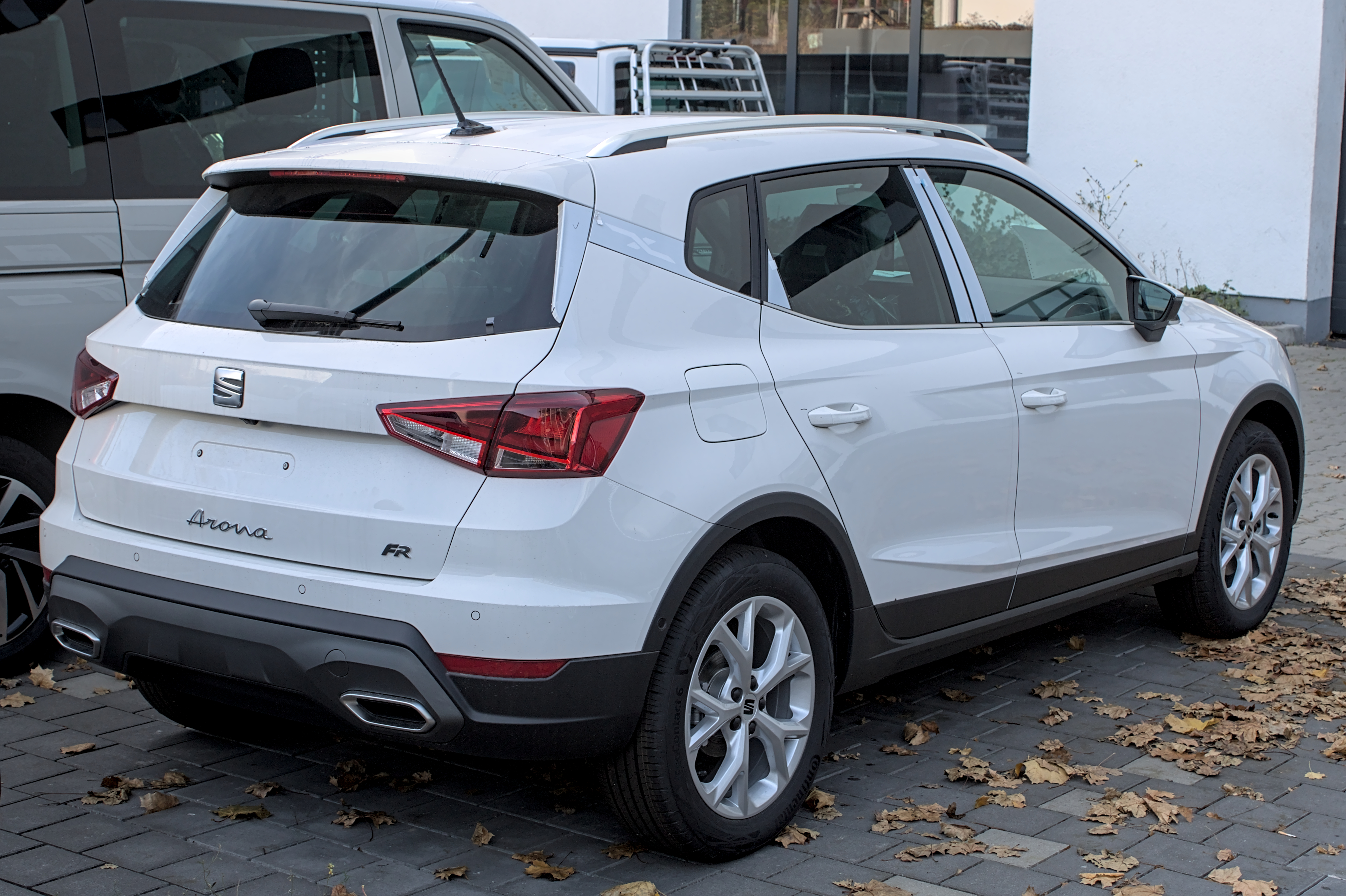
SEAT Arona (з 2021)

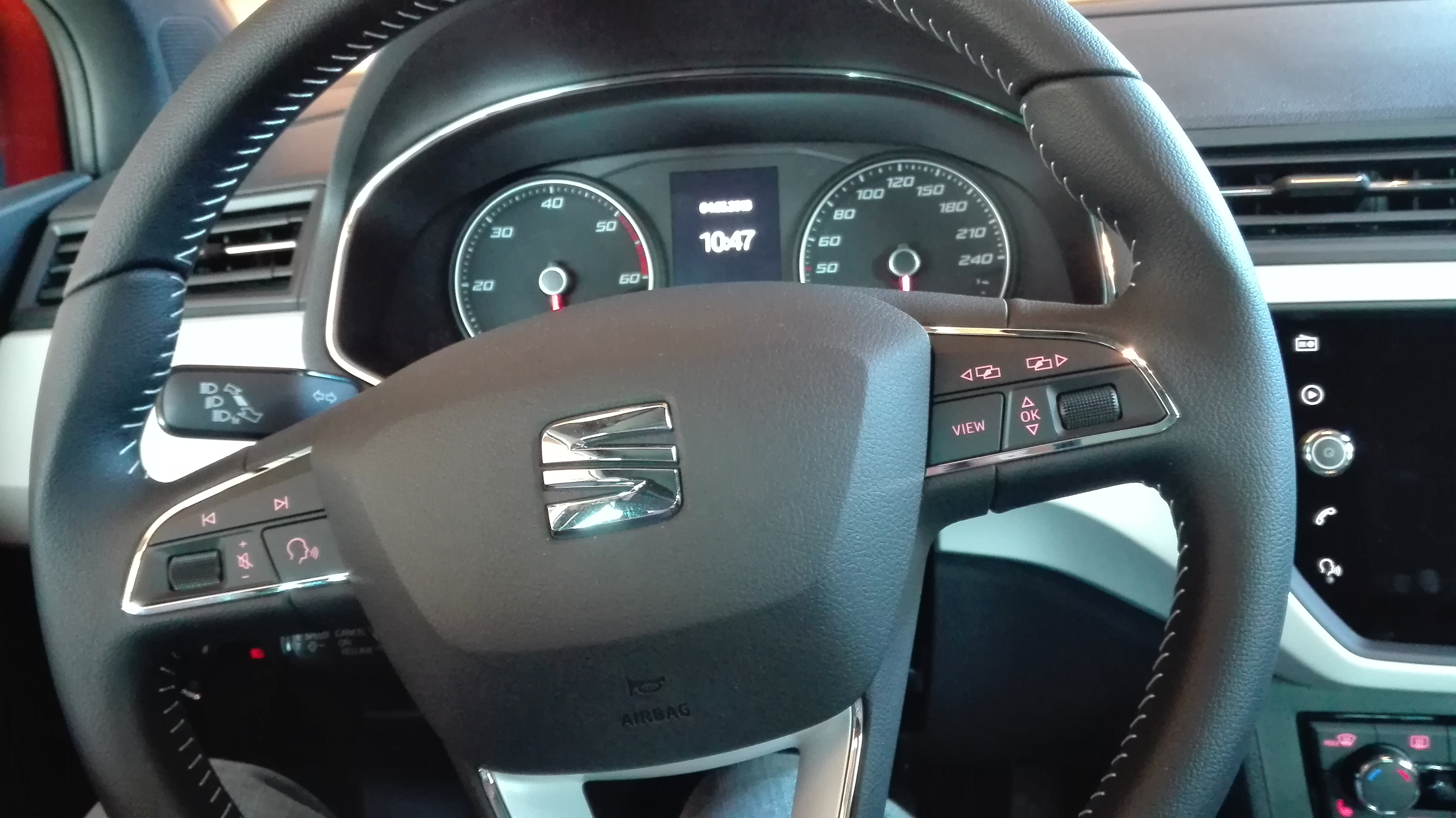
Салон

SEAT Arona був представлений 26 червня 2017 р.  торговою пресою та в прямому ефірі в Барселоні. Громадськості модель представили у вересні 2017 року на автосалоні IAA у Франкфурті-на-Майні.
Назва Arona слідує традиції SEAT, згідно з якою моделі називаються на честь іспанських міст або областей. Арона є муніципалітетом на Канарському острові Тенерифе.
Як і SEAT Ibiza, Arona заснована на модульній Volkswagen MQB A0. Багажник автомобіля вміщує 400 літрів, що на 45 літрів більше, ніж у хетчбеку Ibiza.

## Двигуни
Бензинові
- 1.0 TSI 95 к.с.
- 1.0 TSI 115 к.с.
- 1.5 TSI Evo 150 к.с. (тільки FR)

Дизельні
- 1.6 TDI 80 к.с.
- 1.6 TDI 95 к.с.
- 1.6 TDI 115 к.с.

## Виробництво
| рік       | 2017   | 2018    | 2019    |
| --------- | ------ | ------- | ------- |
| вироблено | 17,527 | 110,926 | 134,611 |